# Durban-Corbières
Pour les articles homonymes, voir Durban (homonymie).
Durban-Corbières  (occitan : Durban de las Corbièras ) est une commune française, située dans l'Est du département de l'Aude en région Occitanie.
Sur le plan historique et culturel, la commune fait partie du massif des Corbières, un chaos calcaire formant la transition entre le Massif central et les Pyrénées. Exposée à un climat méditerranéen, elle est drainée par le Berre, le Barrou et par divers autres petits cours d'eau. La commune possède un patrimoine naturel remarquable : un site Natura 2000 (les « Corbières orientales ») et quatre zones naturelles d'intérêt écologique, faunistique et floristique.
Durban-Corbières est une commune rurale qui compte 644 habitants en 2022, après avoir connu une forte hausse de la population depuis 1975. Ses habitants sont appelés les Durbanais ou Durbanaises.
Ses habitants sont les Romanus.
Le patrimoine architectural de la commune comprend un immeuble protégé au titre des monuments historiques : le château de Durban, inscrit en 1926.

## Géographie

### Localisation
Commune des Corbières  sur la Berre et sur l'ancienne route nationale 611 entre Thézan-des-Corbières et Villeneuve-les-Corbières.

### Communes limitrophes
Les communes limitrophes sont  Albas, Cascastel-des-Corbières, Fontjoncouse, Fraissé-des-Corbières, Saint-Jean-de-Barrou, Villeneuve-les-Corbières et Villesèque-des-Corbières.
| Albas                    | Fontjoncouse         |                          |
| Cascastel-des-Corbières  | Durban-Corbières     | Villesèque-des-Corbières |
| Villeneuve-les-Corbières | Saint-Jean-de-Barrou | Fraissé-des-Corbières    |

### Géologie et relief
Durban-Corbières se situe en zone de sismicité 2 (sismicité faible).

### Hydrographie
La commune est dans la région hydrographique « Côtiers méditerranéens », au sein du bassin hydrographique Rhône-Méditerranée-Corse. Elle est drainée par la Berre, le Barrou, le Salé, le ruisseau de Cabanut, le ruisseau de Guèguinte, le ruisseau de la Combe, le ruisseau de la Pinède, le ruisseau de la Turasse, le ruisseau de Laval, le ruisseau de Matomègne, le ruisseau de Saint-Pierre, le ruisseau de Sajobert et le ruisseau du Bosc, qui constituent un réseau hydrographique de 34 km de longueur totale,.
La Berre, d'une longueur totale de 52,7 km, prend sa source dans la commune de Quintillan et s'écoule d'ouest en est. Elle traverse la commune et se jette dans le golfe du Lion à Port-la-Nouvelle, après avoir traversé 10 communes.
Le Barrou, d'une longueur totale de 16,2 km, prend sa source dans la commune d'Embres-et-Castelmaure et s'écoule vers l'est puis se réoriente au nord. Il traverse la commune et se jette dans la Berre sur le territoire communal, après avoir traversé 4 communes.

### Climat
Pour des articles plus généraux, voir Climat de l'Occitanie et Climat de l'Aude.
En 2010, le climat de la commune est de type climat méditerranéen franc, selon une étude s'appuyant sur une série de données couvrant la période 1971-2000. En 2020, Météo-France publie une typologie des climats de la France métropolitaine dans laquelle la commune est exposée à un climat méditerranéen et est dans la région climatique Provence, Languedoc-Roussillon, caractérisée par une pluviométrie faible en été, un très bon ensoleillement (2 600 h/an), un été chaud (21,5 °C), un air très sec en été, sec en toutes saisons, des vents forts (fréquence de 40 à 50 % de vents > 5 m/s) et peu de brouillards.
Pour la période 1971-2000, la température annuelle moyenne est de 14,8 °C, avec  une amplitude thermique annuelle de 15,7 °C. Le cumul annuel moyen de précipitations est de 584 mm, avec 6,3 jours de précipitations en janvier et 2,6 jours en juillet. Pour la période 1991-2020 la température moyenne annuelle observée sur la station météorologique installée sur la commune est de 15,0 °C et le cumul annuel moyen de précipitations est de 701,0 mm,. Pour l'avenir, les paramètres climatiques de la commune estimés pour 2050 selon différents scénarios d’émission de gaz à effet de serre sont consultables sur un site dédié publié par Météo-France en novembre 2022.
| Mois                                  | jan.            | fév.          | mars          | avril         | mai           | juin          | jui.          | août          | sep.           | oct.          | nov.            | déc.            | année     |
| ------------------------------------- | --------------- | ------------- | ------------- | ------------- | ------------- | ------------- | ------------- | ------------- | -------------- | ------------- | --------------- | --------------- | --------- |
| Température minimale moyenne (°C)     | 3,5             | 3,7           | 6             | 8,2           | 11,7          | 15,4          | 17,7          | 17,7          | 14,3           | 11,4          | 7,1             | 4,1             | 10,1      |
| Température moyenne (°C)              | 7,5             | 8,1           | 10,9          | 13,4          | 17            | 21,1          | 23,7          | 23,6          | 19,8           | 16            | 11,2            | 8,2             | 15        |
| Température maximale moyenne (°C)     | 11,6            | 12,6          | 15,9          | 18,5          | 22,2          | 26,8          | 29,7          | 29,6          | 25,3           | 20,6          | 15,2            | 12,2            | 20        |
| Record de froid (°C) date du record   | −7,1 05.01.1995 | −7,3 15.02.10 | −8,4 02.03.05 | −2 08.04.21   | 2,2 03.05.21  | 6,4 12.06.19  | 9,4 17.07.00  | 8 31.08.1993  | 3,9 29.09.1993 | −1,2 19.10.09 | −8,5 22.11.1998 | −7,9 07.12.1990 | −8,5 1998 |
| Record de chaleur (°C) date du record | 25,1 25.01.24   | 26,9 27.02.19 | 29 21.03.1990 | 32,2 09.04.11 | 36,5 29.05.01 | 42,3 17.06.22 | 40,9 16.07.22 | 43,3 23.08.23 | 36,7 04.09.16  | 32 03.10.11   | 28,2 14.11.23   | 23,6 18.12.1989 | 43,3 2023 |
| Précipitations (mm)                   | 78,7            | 57,3          | 56,5          | 67,6          | 54,2          | 25,7          | 17,2          | 23,5          | 50,4           | 101,2         | 101,3           | 67,4            | 701       |

### Milieux naturels et biodiversité

#### Réseau Natura 2000

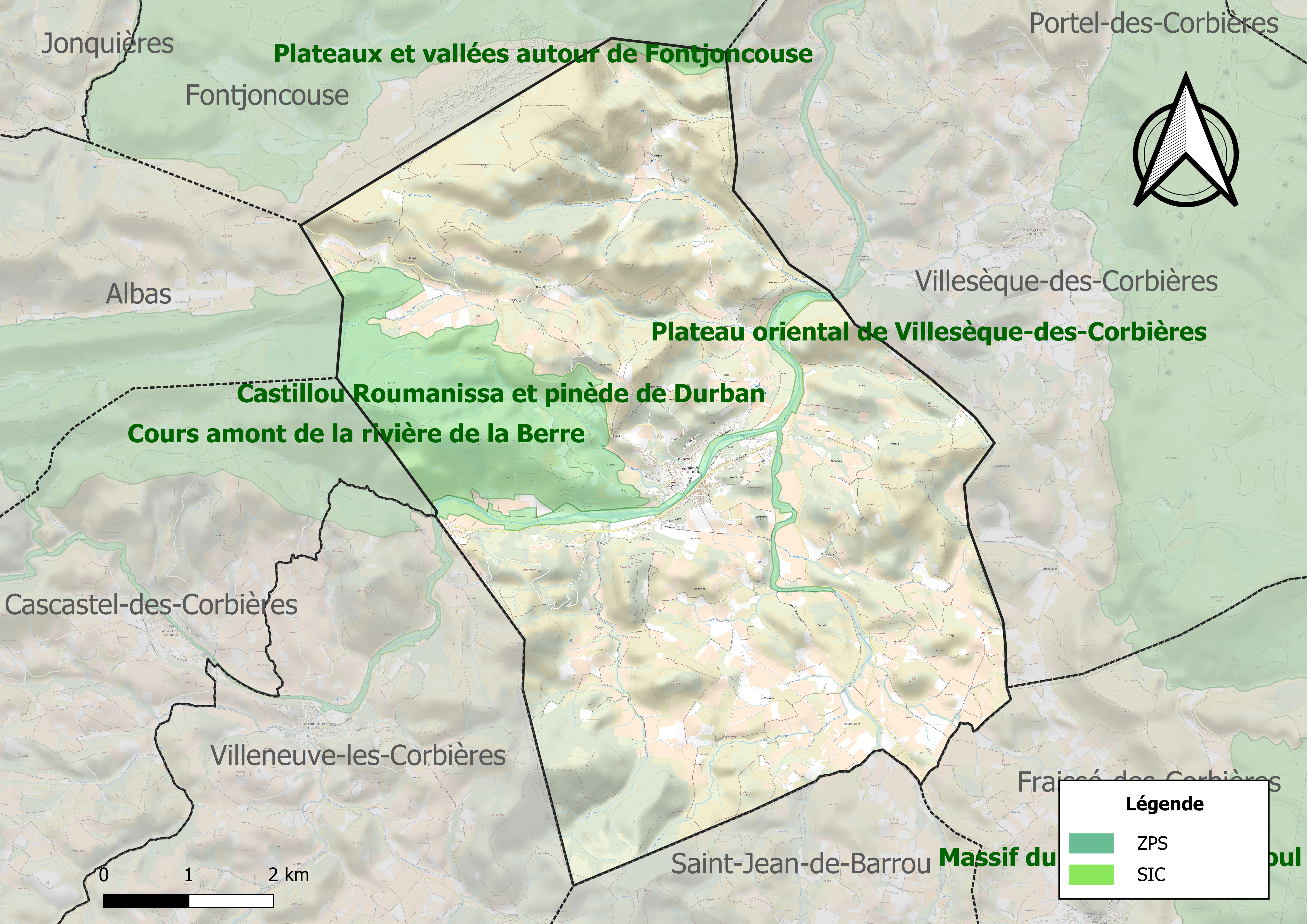
Sites Natura 2000 sur le territoire communal.

Le réseau Natura 2000 est un réseau écologique européen de sites naturels d'intérêt écologique élaboré à partir des directives habitats et oiseaux, constitué de zones spéciales de conservation (ZSC) et de zones de protection spéciale (ZPS). Un site Natura 2000 a été défini sur la commune au titre  de la directive oiseaux : les « corbières orientales », d'une superficie de 25 371 ha, correspondant à la partie la plus orientale du massif des Corbières audoises. Ce site inclut, dans sa partie la plus orientale, le couloir de migration majeur du littoral languedocien, d'où la présence régulière d'espèces en étape migratoire.

#### Zones naturelles d'intérêt écologique, faunistique et floristique
L’inventaire des zones naturelles d'intérêt écologique, faunistique et floristique (ZNIEFF) a pour objectif de réaliser une couverture des zones les plus intéressantes sur le plan écologique, essentiellement dans la perspective d’améliorer la connaissance du patrimoine naturel national et de fournir aux différents décideurs un outil d’aide à la prise en compte de l’environnement dans l’aménagement du territoire. Trois ZNIEFF de type 1 sont recensées sur la commune :
- le « castillou Roumanissa et pinède de Durban » (870 ha), couvrant 4 communes du département[17] ;
- le « cours amont de la rivière de la Berre » (188 ha), couvrant 8 communes du département[18] ;
- les « plateaux et vallées autour de Fontjoncouse » (1 603 ha), couvrant 2 communes du département[19] ;

et une ZNIEFF de type 2, : les « Corbières centrales » (68 810 ha), couvrant 56 communes dont 54 dans l'Aude et 2 dans les Pyrénées-Orientales.

Carte des ZNIEFF de type 1 et 2 à Durban-Corbières.
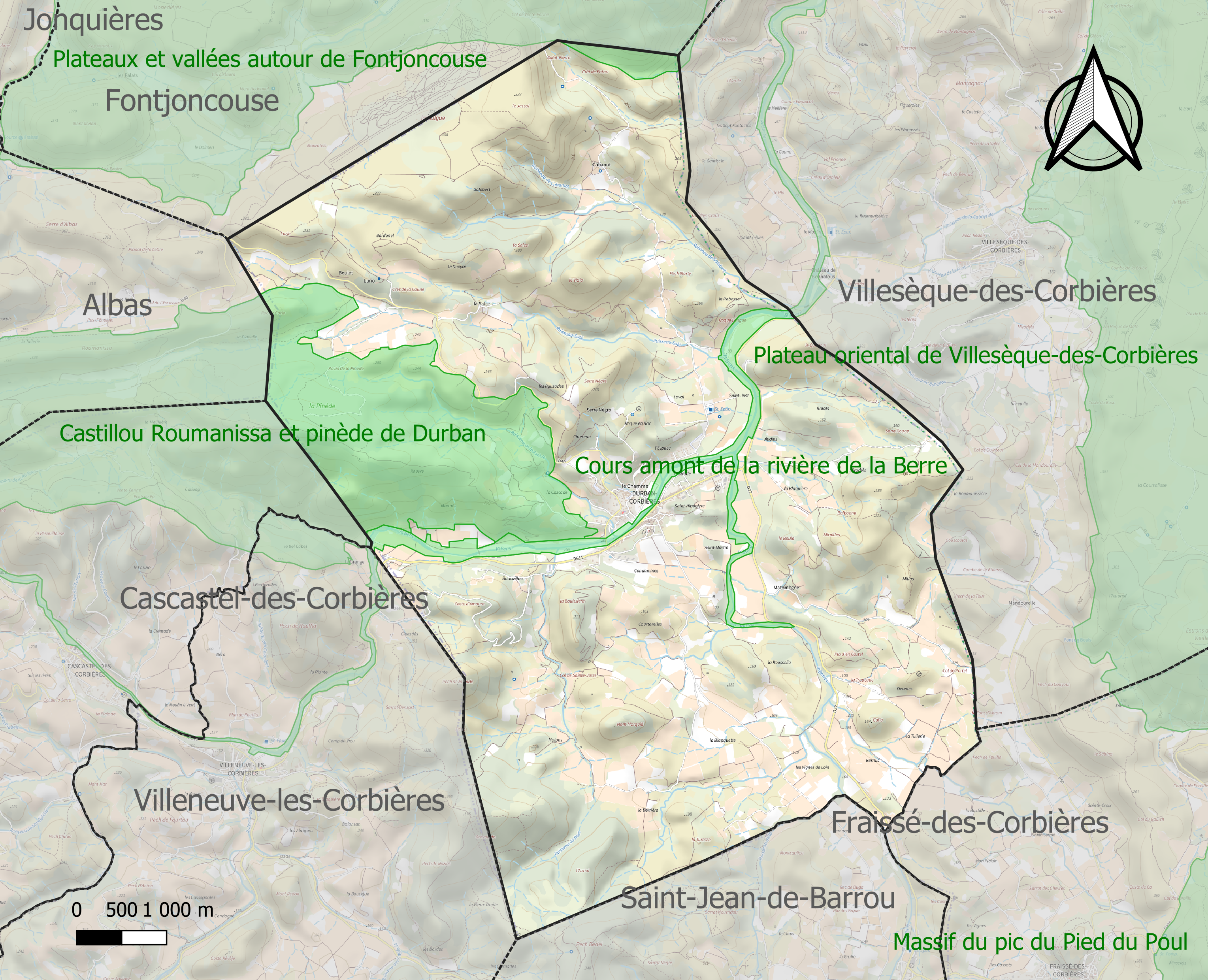
Carte des ZNIEFF de type 1 sur la commune.
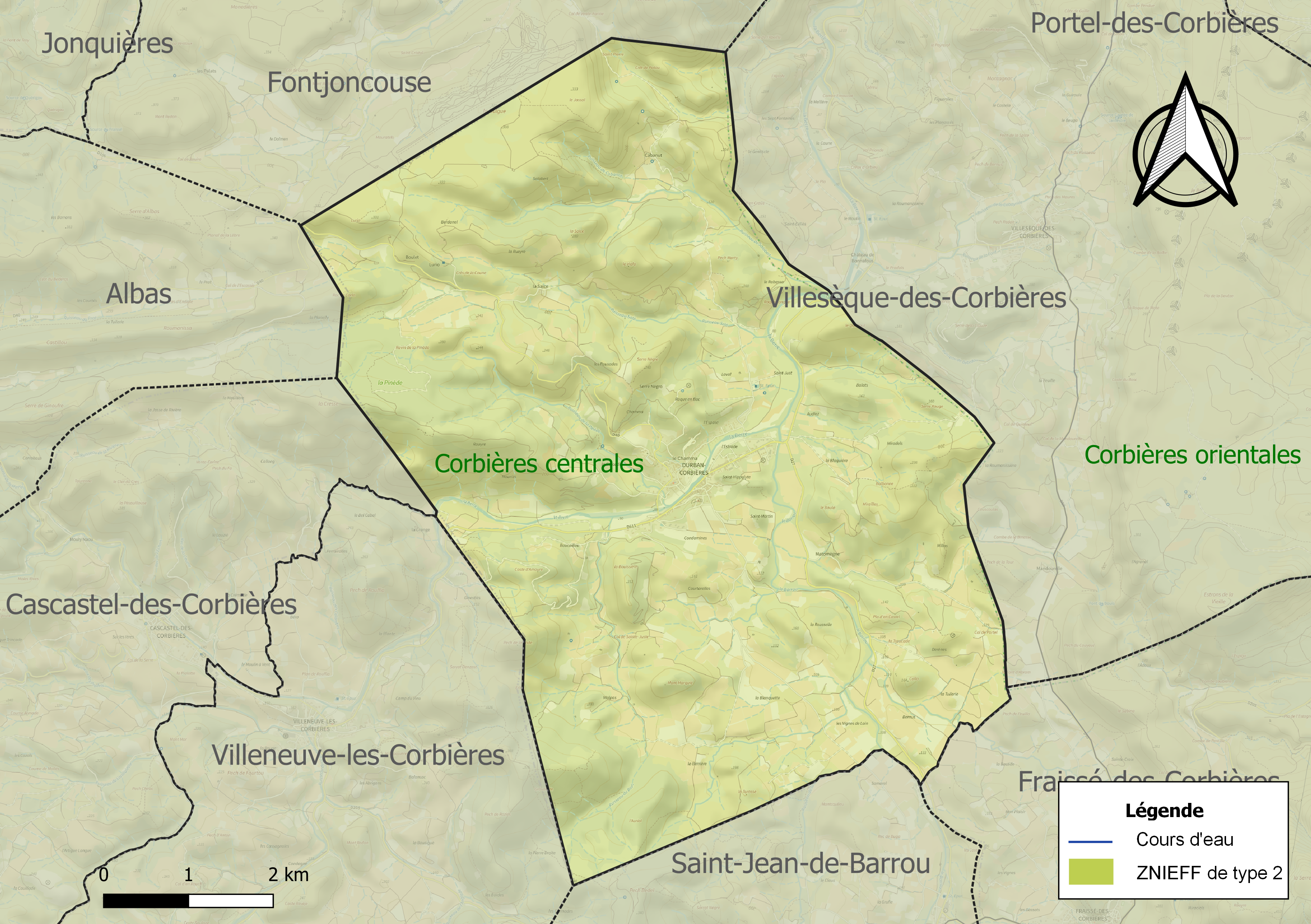
Carte de la ZNIEFF de type 2 sur la commune.

## Urbanisme

### Typologie
Au 1er janvier 2024, Durban-Corbières est catégorisée commune rurale à habitat dispersé, selon la nouvelle grille communale de densité à 7 niveaux définie par l'Insee en 2022.
Elle est située hors unité urbaine et hors attraction des villes,.

### Occupation des sols
L'occupation des sols de la commune, telle qu'elle ressort de la base de données européenne d’occupation biophysique des sols Corine Land Cover (CLC), est marquée par l'importance des forêts et milieux semi-naturels (56,7 % en 2018), une proportion sensiblement équivalente à celle de 1990 (56,2 %). La répartition détaillée en 2018 est la suivante : milieux à végétation arbustive et/ou herbacée (47,3 %), cultures permanentes (32,7 %), forêts (9,3 %), zones agricoles hétérogènes (8,8 %), zones urbanisées (1,9 %). L'évolution de l’occupation des sols de la commune et de ses infrastructures peut être observée sur les différentes représentations cartographiques du territoire : la carte de Cassini (XVIIIe siècle), la carte d'état-major (1820-1866) et les cartes ou photos aériennes de l'IGN pour la période actuelle (1950 à aujourd'hui).

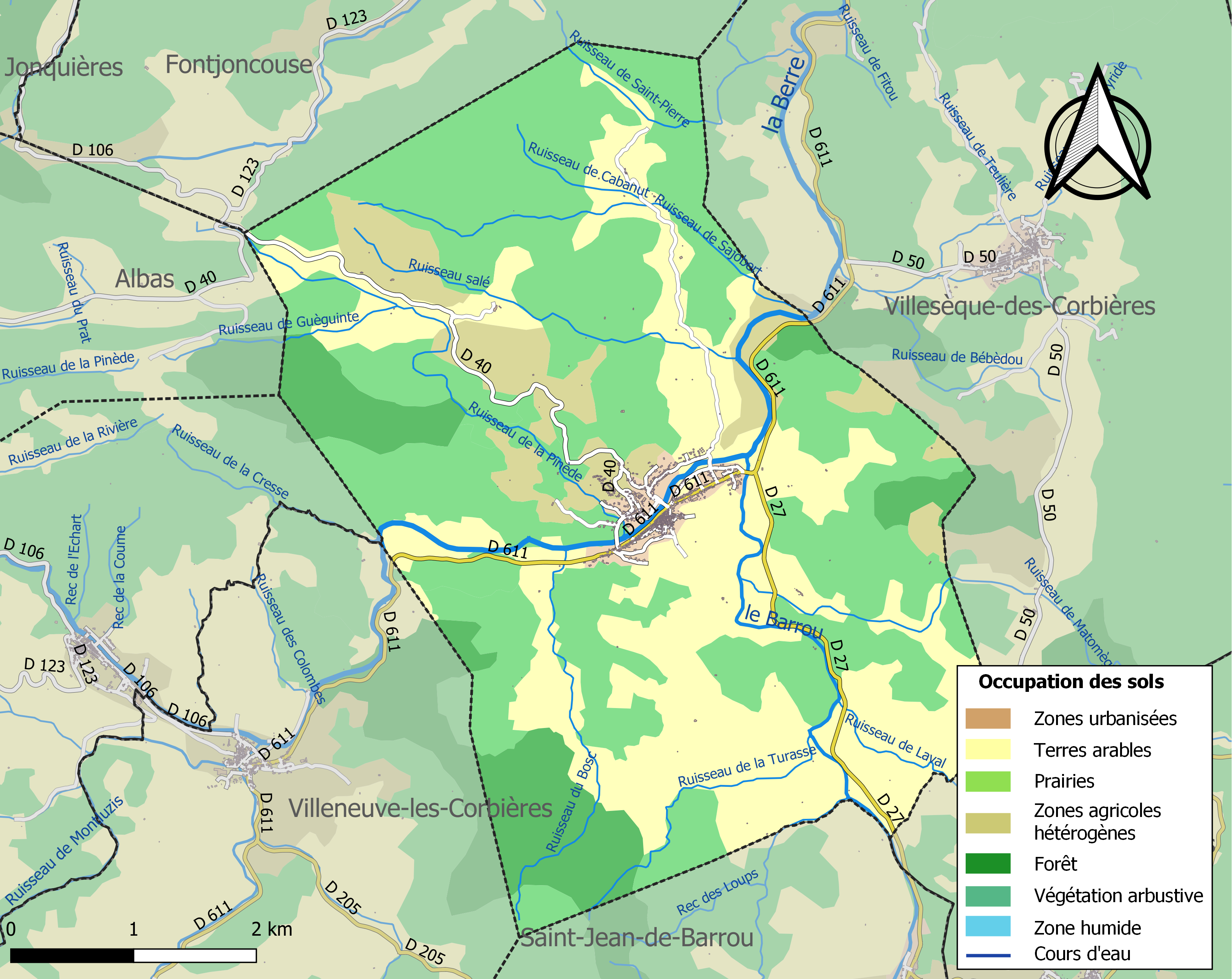
Carte des infrastructures et de l'occupation des sols de la commune en 2018 (CLC).

### Risques majeurs
Le territoire de la commune de Durban-Corbières est vulnérable à différents aléas naturels : météorologiques (tempête, orage, neige, grand froid, canicule ou sécheresse), inondations, feux de forêts, mouvements de terrains et séisme (sismicité faible). Il est également exposé à un risque particulier : le risque de radon. Un site publié par le BRGM permet d'évaluer simplement et rapidement les risques d'un bien localisé soit par son adresse soit par le numéro de sa parcelle.

#### Risques naturels
Certaines parties du territoire communal sont susceptibles d’être affectées par le risque d’inondation par débordement de cours d'eau, notamment la Berre et le Barrou. La commune a été reconnue en état de catastrophe naturelle au titre des dommages causés par les inondations et coulées de boue survenues en 1982, 1986, 1987, 1992, 1996, 1999, 2005, 2009, 2011, 2013, 2014, 2018 et 2021,.

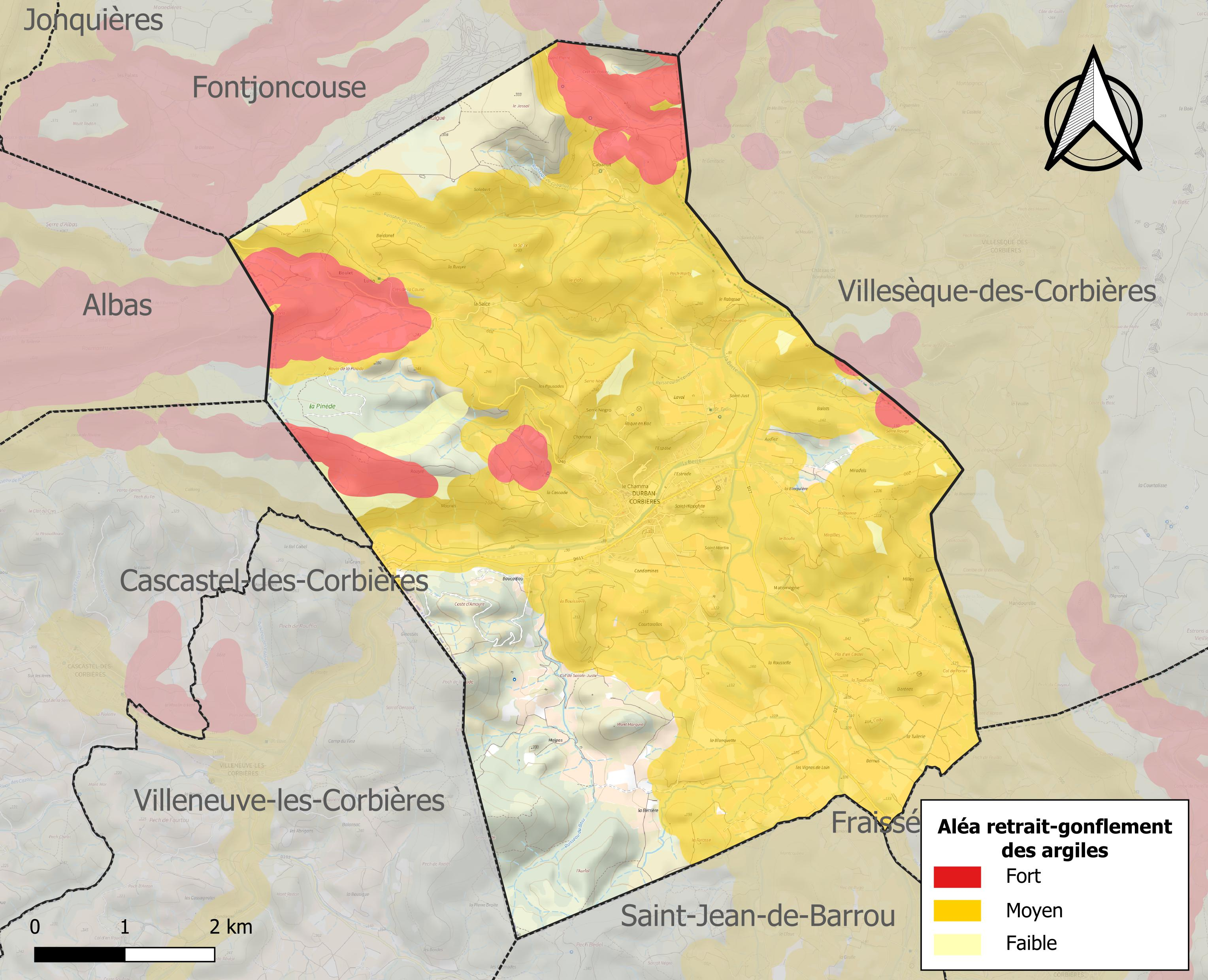
Carte des zones d'aléa retrait-gonflement des sols argileux de Durban-Corbières.

La commune est vulnérable au risque de mouvements de terrains constitué principalement du retrait-gonflement des sols argileux. Cet aléa est susceptible d'engendrer des dommages importants aux bâtiments en cas d’alternance de périodes de sécheresse et de pluie. 75,7 % de la superficie communale est en aléa moyen ou fort (75,2 % au niveau départemental et 48,5 % au niveau national). Sur les 413 bâtiments dénombrés sur la commune en 2019, 412 sont en aléa moyen ou fort, soit 100 %, à comparer aux 94 % au niveau départemental et 54 % au niveau national. Une cartographie de l'exposition du territoire national au retrait gonflement des sols argileux est disponible sur le site du BRGM,.

#### Risque particulier
Dans plusieurs parties du territoire national, le radon, accumulé dans certains logements ou autres locaux, peut constituer une source significative d’exposition de la population aux rayonnements ionisants. Certaines communes du département sont concernées par le risque radon à un niveau plus ou moins élevé. Selon la classification de 2018, la commune de Durban-Corbières est classée en zone 3, à savoir zone à potentiel radon significatif.

## Toponymie
Du gaulois duro ou dūrum « citadelle, place forte » avec le gaulois *banno, « corne, pointe ».

## Histoire
Les origines de Durban remontent au plus profond passé de la région des Corbières. Étymologiquement, le nom viendrait du gaulois « duro » (fortification) et « ban » (corne). La région a été occupée à la préhistoire.

## Politique et administration

### Découpage territorial
La commune de Durban-Corbières est membre de la communauté de communes Corbières Salanque Méditerranée, un établissement public de coopération intercommunale (EPCI) à fiscalité propre créé le 8 décembre 2016 dont le siège est à Claira. Ce dernier est par ailleurs membre d'autres groupements intercommunaux.
Sur le plan administratif, elle est rattachée à l'arrondissement de Narbonne, au département de l'Aude, en tant que circonscription administrative de l'État, et à la région Occitanie.
Sur le plan électoral, elle dépend du canton des Corbières pour l'élection des conseillers départementaux, depuis le redécoupage cantonal de 2014 entré en vigueur en 2015, et de la première circonscription de l'Aude  pour les élections législatives, depuis le redécoupage électoral de 2010.

### Liste des maires
| Période                                  | Période  | Identité           | Étiquette     | Qualité |
| ---------------------------------------- | -------- | ------------------ | ------------- | --- |
| 2008                                     | En cours | Christian Gaillard | Divers Gauche | |
| mars 1971                                | 2008     | Régis Barailla     | PS            | Viticulteur, ingénieur agronome, conseiller général du canton de Durban-Corbières (1973→2011) député de l'Aude (1983→1993) |
| 1910                                     | 1914     | Eugène Mailhac     |               | Conseiller général du canton de Durban-Corbières                                                                           |
| Les données manquantes sont à compléter. |          |                    |               | |

La commune fait partie de la Deuxième circonscription de l'Aude

## Démographie
L'évolution du nombre d'habitants est connue à travers les recensements de la population effectués dans la commune depuis 1793. Pour les communes de moins de 10 000 habitants, une enquête de recensement portant sur toute la population est réalisée tous les cinq ans, les populations de référence des années intermédiaires étant quant à elles estimées par interpolation ou extrapolation. Pour la commune, le premier recensement exhaustif entrant dans le cadre du nouveau dispositif a été réalisé en 2004.

En 2022, la commune comptait 644 habitants, en évolution de −0,31 % par rapport à 2016 (Aude : +2,65 %, France hors Mayotte : +2,11 %).
| 1793 | 1800 | 1806 | 1821 | 1831 | 1836 | 1841 | 1846 | 1851 |
| ---- | ---- | ---- | ---- | ---- | ---- | ---- | ---- | ---- |
| 294  | 296  | 490  | 536  | 556  | 578  | 610  | 648  | 650  |

| 1856 | 1861 | 1866 | 1872 | 1876 | 1881 | 1886 | 1891 | 1896 |
| ---- | ---- | ---- | ---- | ---- | ---- | ---- | ---- | ---- |
| 632  | 665  | 675  | 700  | 712  | 902  | 929  | 930  | 910  |

| 1901 | 1906 | 1911 | 1921  | 1926 | 1931 | 1936 | 1946 | 1954 |
| ---- | ---- | ---- | ----- | ---- | ---- | ---- | ---- | ---- |
| 974  | 912  | 852  | 1 022 | 855  | 911  | 874  | 728  | 691  |

| 1962 | 1968 | 1975 | 1982 | 1990 | 1999 | 2004 | 2006 | 2009 |
| ---- | ---- | ---- | ---- | ---- | ---- | ---- | ---- | ---- |
| 668  | 686  | 564  | 525  | 673  | 650  | 656  | 681  | 684  |

| 2014 | 2019 | 2022 | - | - | - | - | - | - |
| ---- | ---- | ---- | - | - | - | - | - | - |
| 647  | 654  | 644  | - | - | - | - | - | - |

## Économie

### Revenus
En 2018  (données Insee publiées en septembre 2021), la commune compte 278 ménages fiscaux, regroupant 563 personnes. La médiane du revenu disponible par unité de consommation est de 19 050 € (19 240 € dans le département).

### Emploi
| Division       | 2008   | 2013   | 2018   |
| -------------- | ------ | ------ | ------ |
| Commune        | 10,4 % | 11,4 % | 13,1 % |
| Département    | 10,2 % | 12,8 % | 12,6 % |
| France entière | 8,3 %  | 10 %   | 10 %   |

En 2018, la population âgée de 15 à 64 ans s'élève à 327 personnes, parmi lesquelles on compte 78,7 % d'actifs (65,7 % ayant un emploi et 13,1 % de chômeurs) et 21,3 % d'inactifs,. Depuis 2008, le taux de chômage communal (au sens du recensement) des 15-64 ans est supérieur à celui de la France et du département.
La commune est hors attraction des villes,. Elle compte 282 emplois en 2018, contre 261 en 2013 et 261 en 2008. Le nombre d'actifs ayant un emploi résidant dans la commune est de 222, soit un indicateur de concentration d'emploi de 127,2 % et un taux d'activité parmi les 15 ans ou plus de 46,5 %.
Sur ces 222 actifs de 15 ans ou plus ayant un emploi, 115 travaillent dans la commune, soit 52 % des habitants. Pour se rendre au travail, 77,1 % des habitants utilisent un véhicule personnel ou de fonction à quatre roues, 0,4 % les transports en commun, 13 % s'y rendent en deux-roues, à vélo ou à pied et 9,4 % n'ont pas besoin de transport (travail au domicile).

### Activités hors agriculture

#### Secteurs d'activités
53 établissements sont implantés  à Durban-Corbières au 31 décembre 2019. Le tableau ci-dessous en détaille le nombre par secteur d'activité et compare les ratios avec ceux du département,.
| Secteur d'activité                                                                                        | Commune | Commune | Département |
| Secteur d'activité                                                                                        | Nombre  | %       | %           |
| --- | ------- | ------- | ----------- |
| Ensemble                                                                                                  | 53      |         |             |
| Industrie manufacturière, industries extractives et autres                                                | 5       | 9,4 %   | (8,8 %)     |
| Construction                                                                                              | 7       | 13,2 %  | (14 %)      |
| Commerce de gros et de détail, transports, hébergement et restauration                                    | 13      | 24,5 %  | (32,3 %)    |
| Activités financières et d'assurance                                                                      | 2       | 3,8 %   | (2,7 %)     |
| Activités immobilières                                                                                    | 1       | 1,9 %   | (5,2 %)     |
| Activités spécialisées, scientifiques et techniques et activités de services administratifs et de soutien | 8       | 15,1 %  | (13,3 %)    |
| Administration publique, enseignement, santé humaine et action sociale                                    | 15      | 28,3 %  | (13,2 %)    |
| Autres activités de services                                                                              | 2       | 3,8 %   | (8,8 %)     |

Le secteur de l'administration publique, l'enseignement, la santé humaine et l'action sociale est prépondérant sur la commune puisqu'il représente 28,3 % du nombre total d'établissements de la commune (15 sur les 53 entreprises implantées  à Durban-Corbières), contre 13,2 % au niveau départemental.

#### Entreprises
L'entreprise ayant son siège social sur le territoire communal qui génère le plus de chiffre d'affaires en 2020 est : 
- La Fournee Comisso, boulangerie et boulangerie-pâtisserie (155 k€).

### Agriculture
La commune fait partie de la petite région agricole dénommée « Région viticole ». En 2010, l'orientation technico-économique de l'agriculture  sur la commune est la viticulture (appellation et autre).
|                                   | 1988 | 2000 | 2010 |
| --------------------------------- | ---- | ---- | ---- |
| Exploitations                     | 82   | 45   | 35   |
| Superficie agricole utilisée (ha) | 767  | 468  | 441  |

Le nombre d'exploitations agricoles en activité et ayant leur siège dans la commune est passé de 82 lors du recensement agricole de 1988 à 45 en 2000 puis à 35 en 2010, soit une baisse de 57 % en 22 ans. Le même mouvement est observé à l'échelle du département qui a perdu pendant cette période 52 % de ses exploitations. La surface agricole utilisée sur la commune a également diminué, passant de 767 ha en 1988 à 441 ha en 2010. Parallèlement la surface agricole utilisée moyenne par exploitation a augmenté, passant de 9 à 13 ha.

## Culture locale et patrimoine

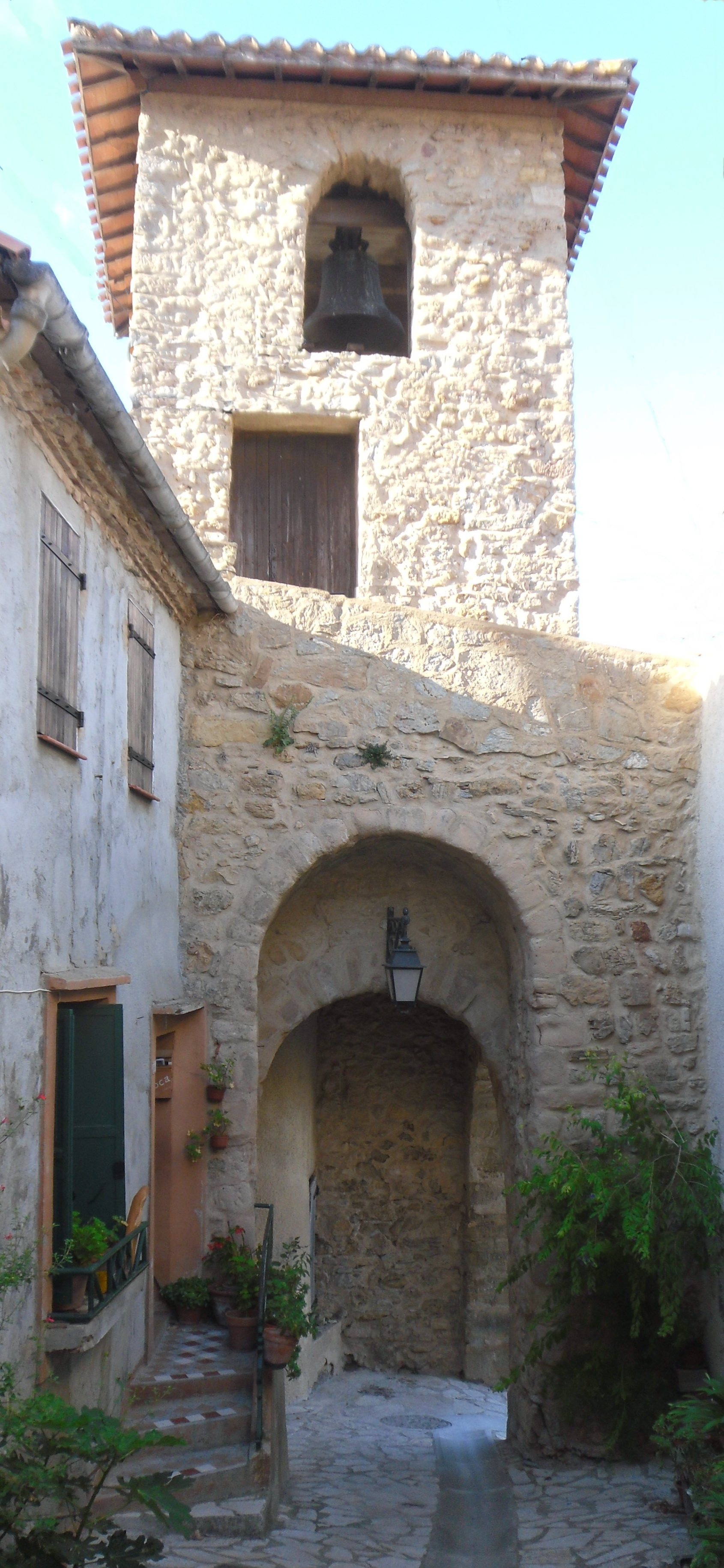
Église Saint-Just-et-Saint-Pasteur de Durban-Corbières.

### Lieux et monuments
- Château du XIe siècle, dont la tour carrée est classée aux monuments historiques.
Le château et ses abords sont inscrits au titre des sites naturels depuis 1942[42].
- Sentier cathare.
- Église Saint-Just-et-Saint-Pasteur de Durban-Corbières. L'église est dédiée aux saints Just et Pasteur.
- Chapelle Saint-Hippolyte de Durban-Corbières.

| Monument          | Adresse | Coordonnées                      | Notice         | Protection  | Date          | Illustration      |
| ----------------- | ------- | -------------------------------- | -------------- | ----------- | ------------- | ----------------- |
| Château de Durban |         | 42° 59′ 40″ nord, 2° 48′ 56″ est | « PA00102674 » | Inscription | 28 avril 1926 | Château de Durban |

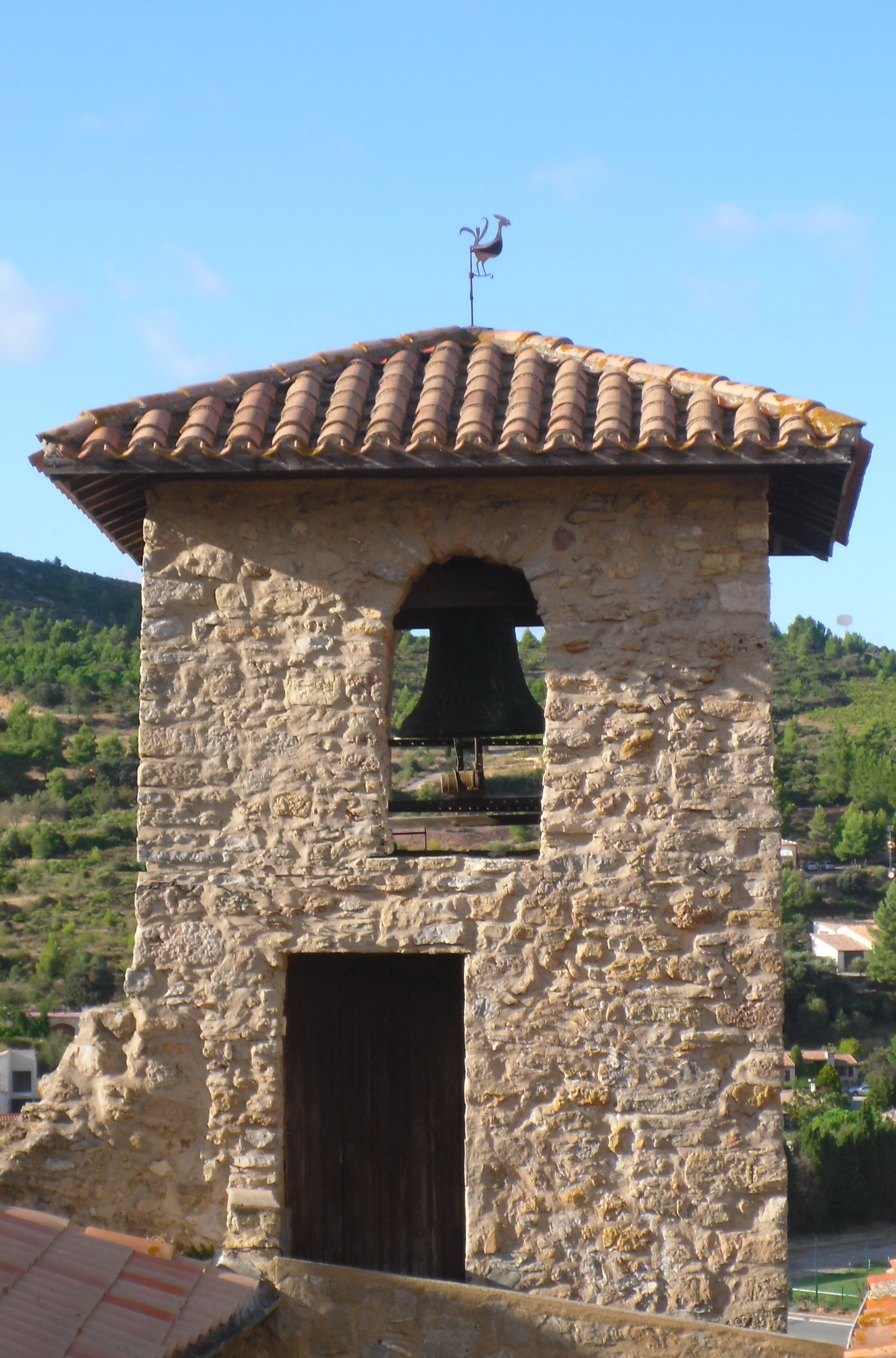
Clocher de l'église Saint-Just-et-Saint-Pasteur.
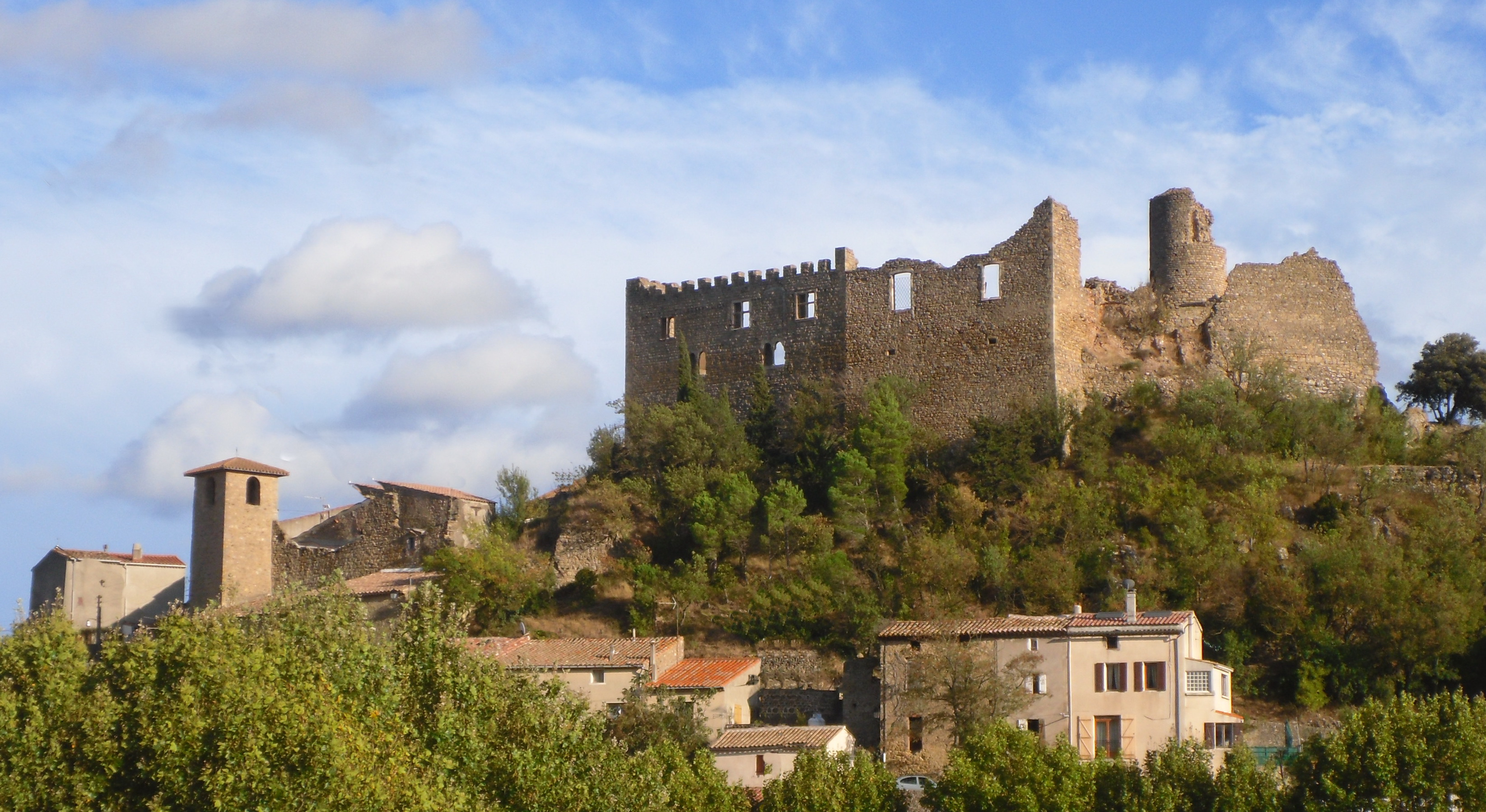
Château de Durban-Corbières.
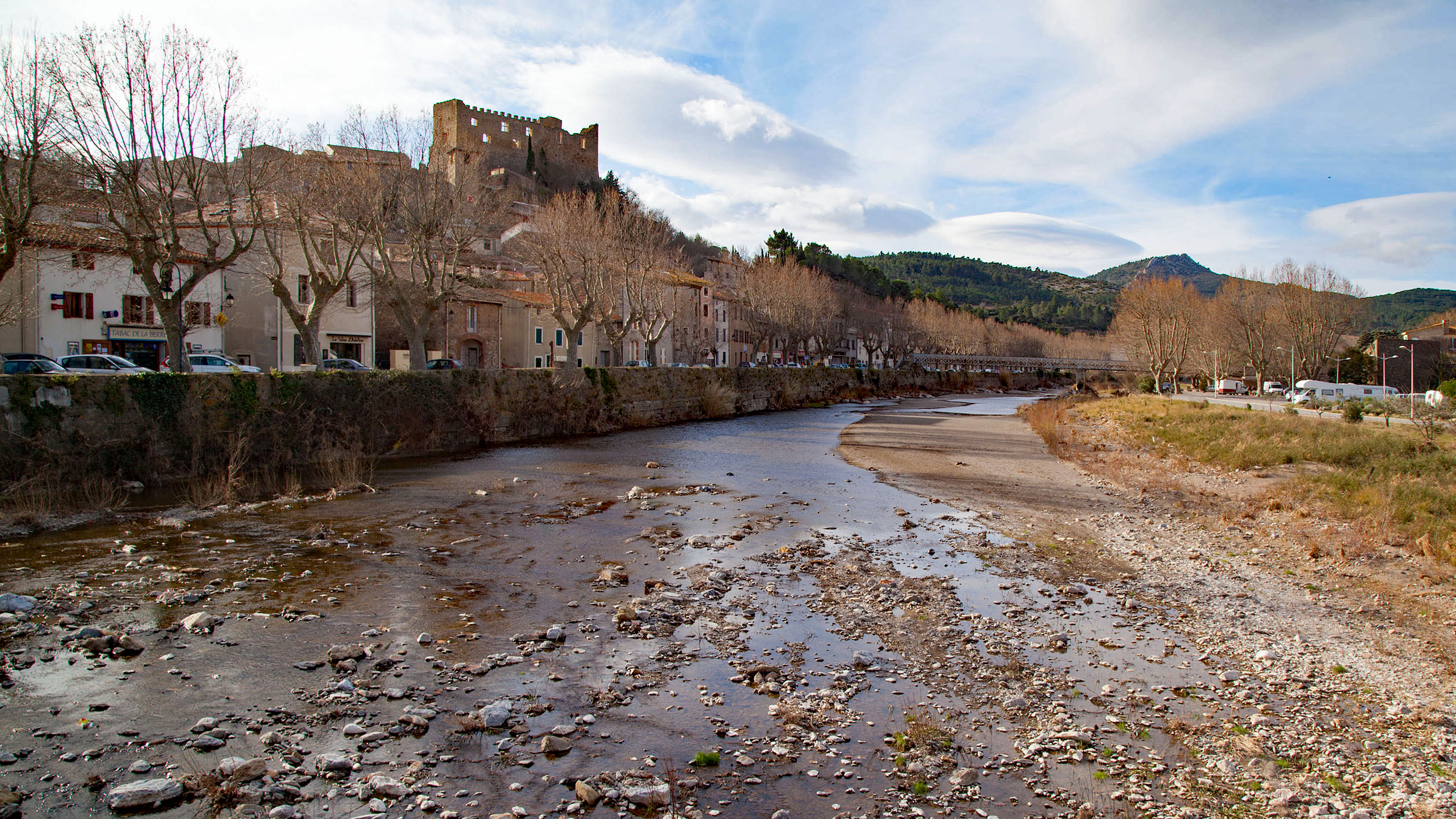
La Berre à Durban.
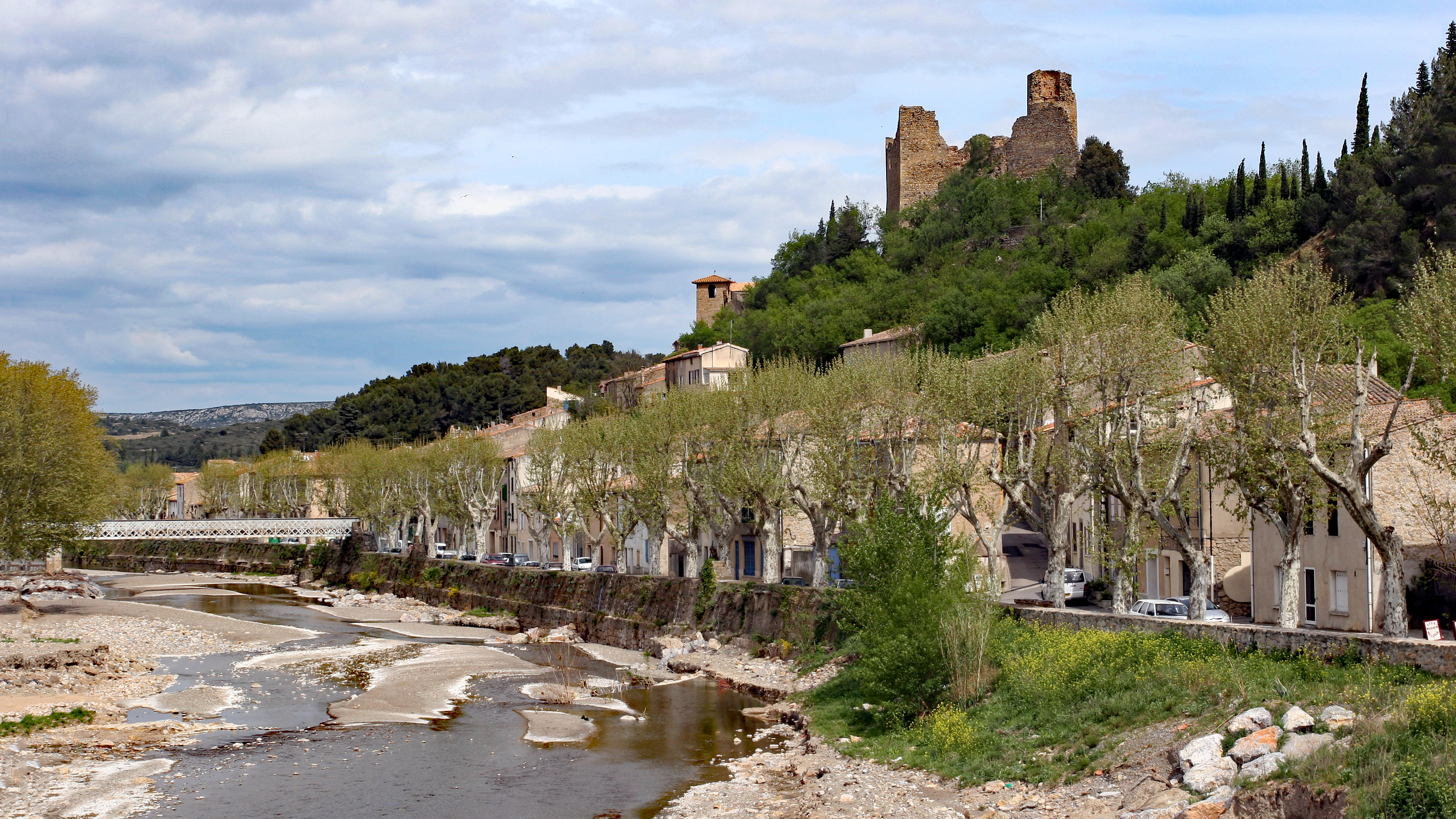
Le village rive droite.
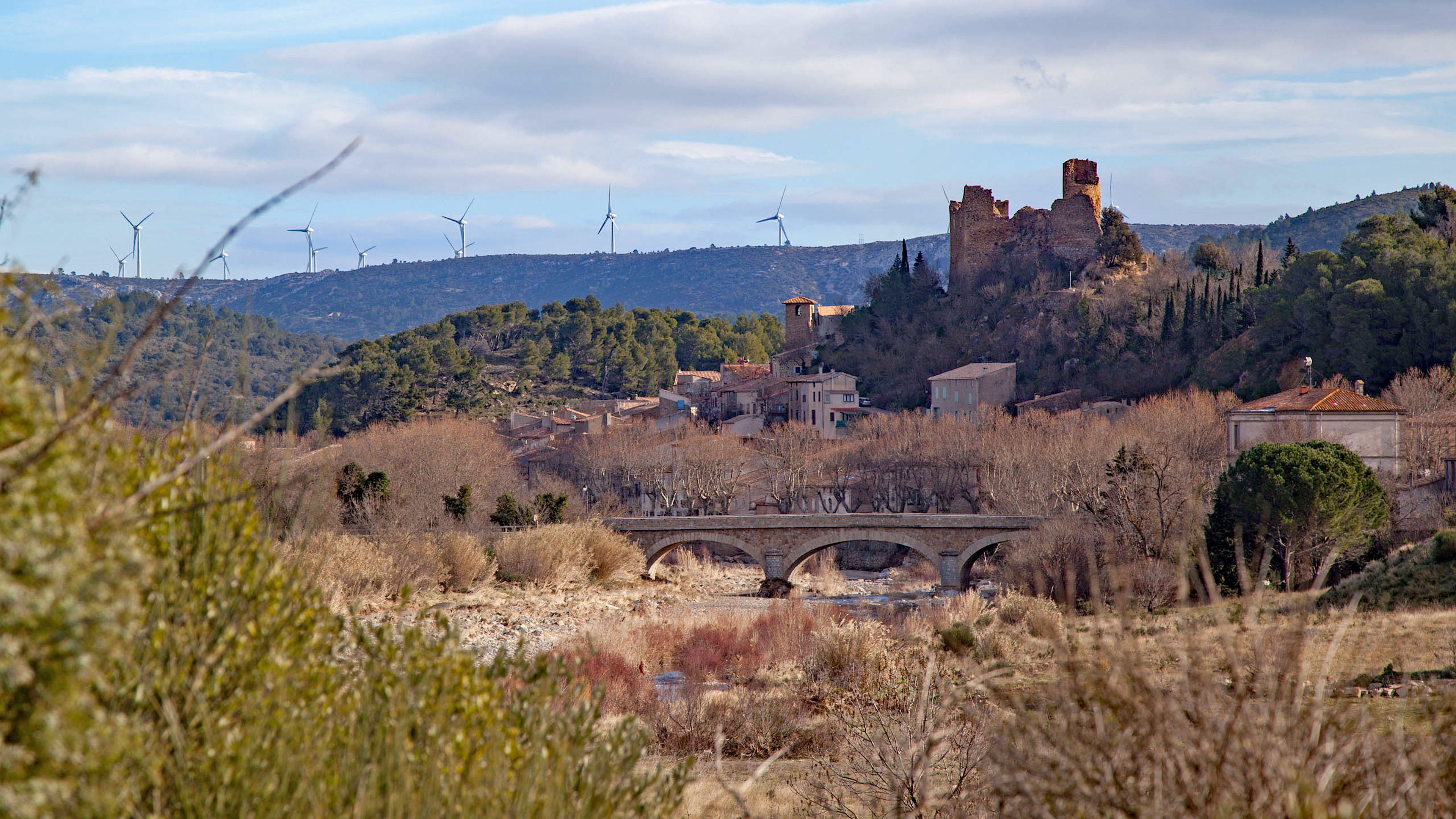
Vue du nord ouest.
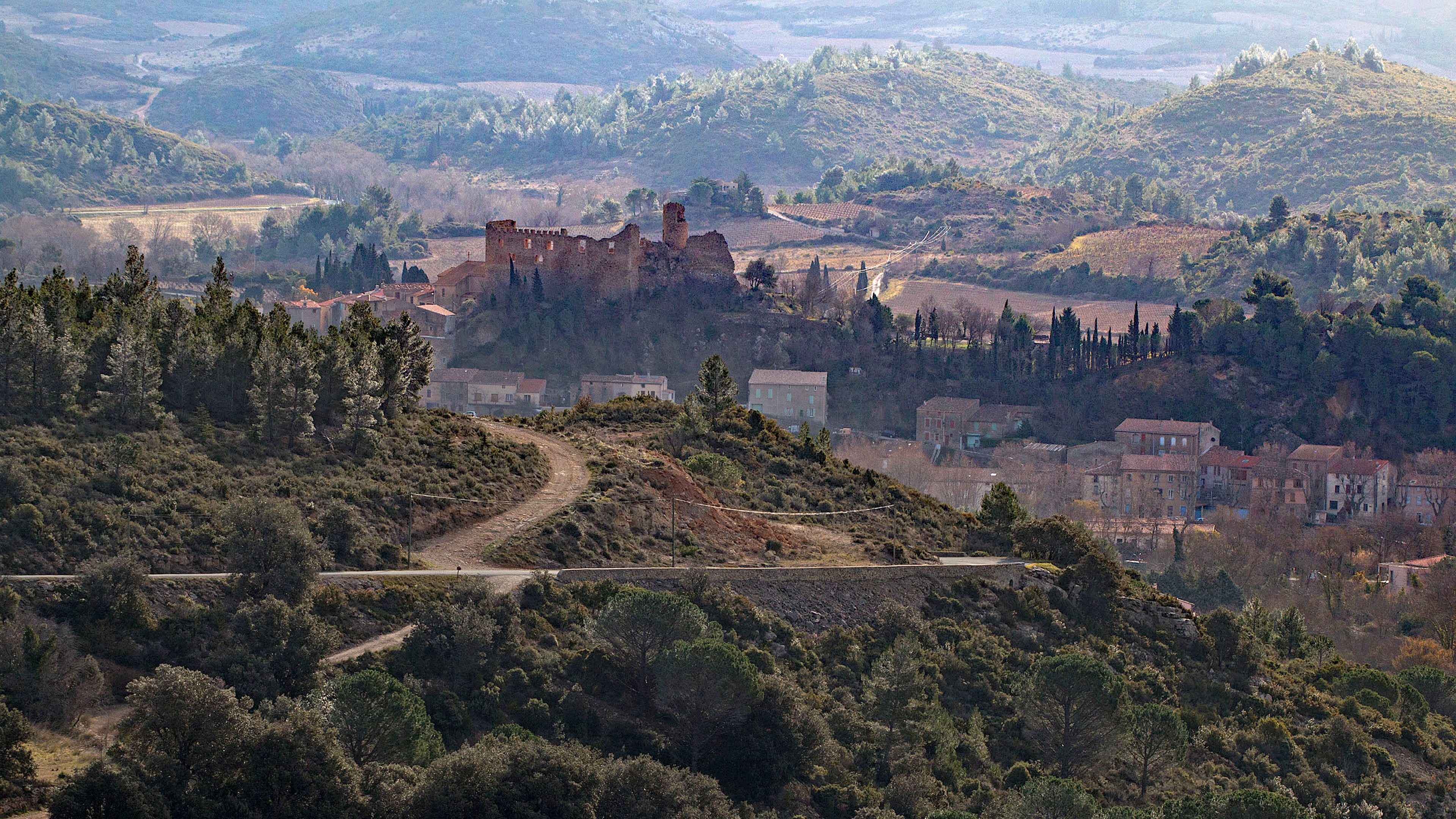
Le château.

### Personnalités liées à la commune
- Henri Boudet (1837-1915), prêtre du 1er janvier 1862 au 16 juin 1862.

### Héraldique
| Blason de Durban-Corbières | Blason  | Écartelé : de gueules au chevron d'argent, et d'azur à trois fasces d'or.                                    |
| Blason de Durban-Corbières | Détails | Il s'agit du blason d'un seigneur de Durban, Jean de Gléon. Le statut officiel du blason reste à déterminer. |